# Murols
Murols är en kommun i departementet Aveyron i regionen Occitanien i södra Frankrike. Kommunen ligger  i kantonen Mur-de-Barrez som ligger i arrondissementet Rodez. År 2022 hade Murols 102 invånare.

## Befolkningsutveckling
Antalet invånare i kommunen Murols
Referens: INSEE